# Frits van Tuyll van Serooskerken
Frederik Willem Christiaan Hendrik, baron van Tuyll van Serooskerken, appelé Frits van Tuyll van Serooskerken, né le 27 mars 1851 à Amsterdam et mort le 13 février 1924 à La Haye, est le premier membre néerlandais du Comité international olympique et le premier dirigeant du Comité olympique néerlandais.

## Biographie
Frits van Tuyll van Serooskerken fait partie de la famille van Tuyll van Serooskerken. Il est membre du CIO à partir de février 1898 et organise en mai 1907 à La Haye une réunion du CIO, la première aux Pays-Bas. La même année, en décembre, il devient le président d'un comité national olympique provisoire. Il est ensuite président du Comité olympique néerlandais, créé officiellement en 11 septembre 1912. En août et septembre 1916, pendant la Première Guerre mondiale, il organise des Jeux olympiques nationaux à Amsterdam.
Frits van Tuyll van Serooskerken mène la candidature d'Amsterdam pour les Jeux olympiques de 1920 mais il se retire en faveur d'Anvers pour rendre hommage au courage des Belges pendant la guerre. Il est également le dirigeant de la Fédération néerlandaise de korfbal et, à sa demande, ce sport est ajouté au programme des Jeux d'Anvers en tant que sport de démonstration.
En 1921 les Jeux olympiques d'été de 1928 sont attribués à Amsterdam mais le baron van Tuyll van Serooskerken meurt le 13 février 1924 après une pneumonie. Une statue à son effigie est ensuite installée devant le stade olympique d'Amsterdam.